# Пий VI
Пий VI (лат. Pius PP. VI; в миру граф Джованни Анджело Браски, итал. Giovanni Angelo Braschi; 27 декабря 1717, Чезена, Папская область — 29 августа 1799, Валанс, Франция) — папа римский с 15 февраля 1775 года по 29 августа 1799 года. Именно с понтификата Пия VI берёт своё начало так называемая «Эпоха Пиев».

## Биография

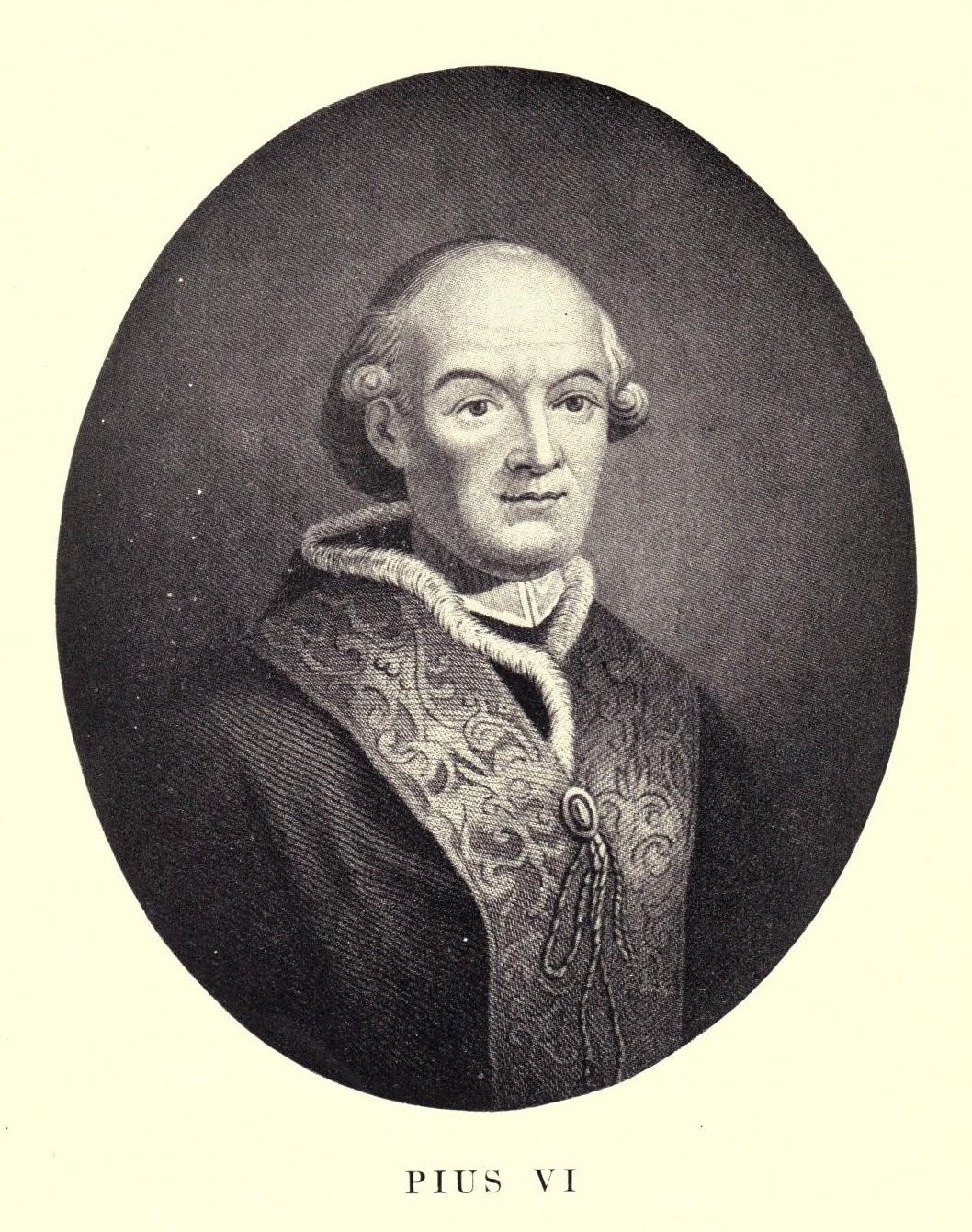
Пий VI

Имя Пия VI связывают с периодом Французской революции и восстановлением культурного великолепия Рима после правления папы Бенедикта XIV (1740—1758). Его помнят в связи с созданием Музея Ватикана, начатом ещё его предшественником, началом осушения Понтинских болот, завершенном только в 1930 году Бенито Муссолини.
В начале своего понтификата Пий успешно боролся с янсенизмом и в булле «Auctorem Fidei» подтвердил негативное отношения Церкви к этому движению. Пий также отметил усиление католицизма в Соединённых Штатах Америки и возвел в сан первого американского архиепископа.
Папа также восстановил финансы Папской области, углубил и расширил гавани Террачина и Порто д’Аницо. Он был известным покровителем искусств и гуманитарных наук, завершил Музей Пия-Климента и добавил новую ризницу к собору Святого Петра. Пий VI также восстановил знаменитую римскую Аппиеву дорогу.

### Ранние годы

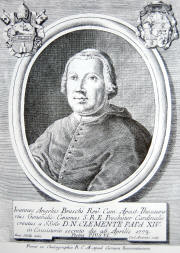
Кардинал Джананджело Браски

Джананджело, граф Браски родился 27 декабря 1717 года в Чезене. После завершения учёбы в иезуитском колледже Чезены и получения докторской степени по праву (1734) Браски продолжил учёбу в университете Феррары, где стал личным секретарем Томмазо Руффо, папского легата, в чьих епархиях — Остии и Веллетри — он занимал должность аудитора до 1753 года. Своё дипломатическое мастерство Браски продемонстрировал во время миссии ко двору Неаполя, что принесло ему уважение папы Бенедикта XIV (1740—1758), который назначил его одним из своих секретарей. В 1758 году, в 41 год, Браски принял решение принять священнический сан, а в 1766 году Климент XIII назначил его папским казначеем.
В 1773 году Браски получил от папы кардинальскую шапку. На конклаве, который последовал после смерти Климента XIV, кардиналы Испании, Франции и Португалии поддержали Браски, и он был избран 15 февраля 1775 года под именем Пия VI.

### Понтификат

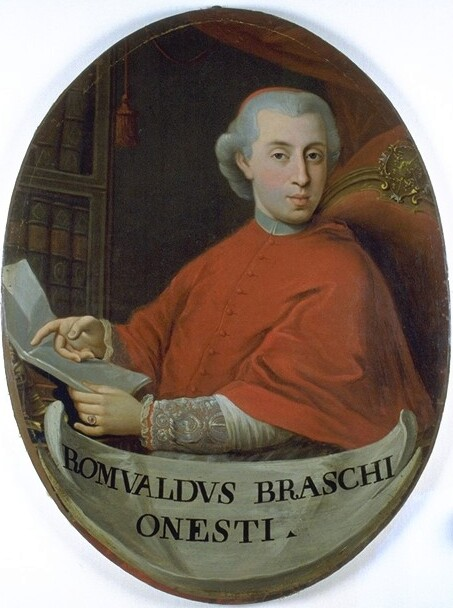
Непот Пия VI Ромуальдо Онести-Браски

После вступления на трон Святого Петра Пий VI, вопреки запрету Иннокентия XII, возвёл в кардинальское достоинство своего непота — Ромуальдо Онести-Браски и наделил его богатыми бенефициями. Брат папы был провозглашён князем Неми. Для своих непотов папа построил в центре Рима, на пьяцца Навона, роскошный дворец Браски. Он назначил своего дядю Джованни Карло Банди епископом Имолы в 1752 году.
Религиозная деятельность папы сводилась главным образом к организации очередных празднований Юбилейного года: в 1775, 1782, 1790 и 1792 годах. Роспуск ордена иезуитов губительно отразился на папской администрации, особенно на миссионерских территориях. В 1784 году папа назначил бывшего иезуита Джона Кэролла первым епископом в Соединённых Штатах. Принцип отделения церкви от государства, провозглашённый в американской конституции с 1787 года, позволил католицизму свободно развиваться в стране, где большинство населения составляли протестанты.

### Проблемы в Европе

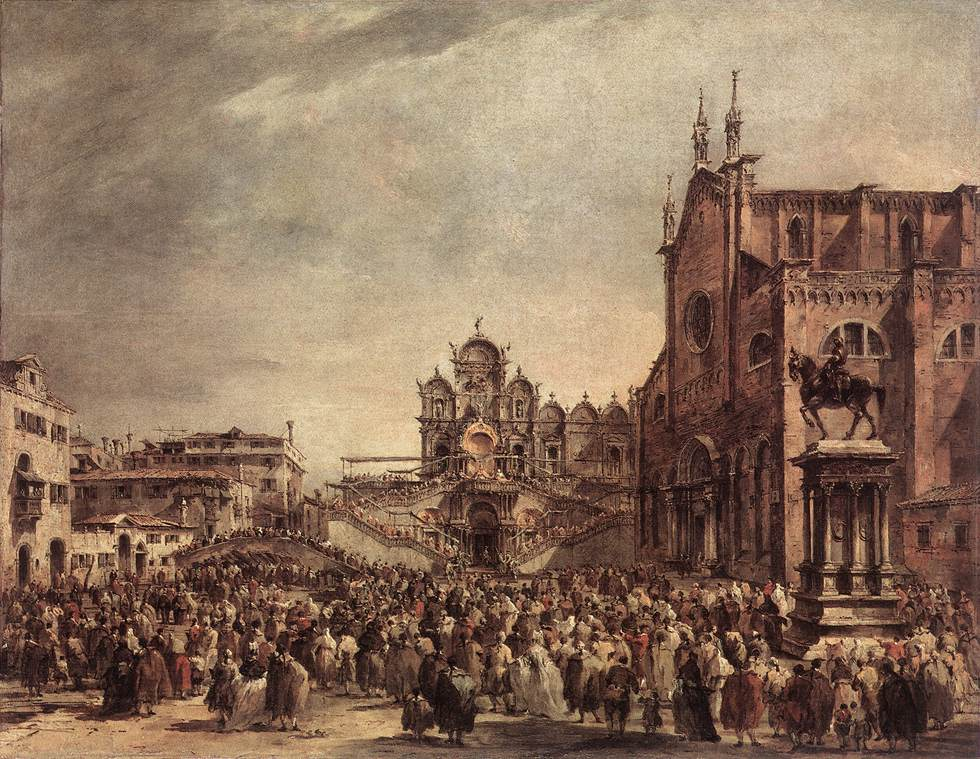
Папа Пий VI благословляет народ перед собором Санти-Джованни-э-Паоло в Венеции, работа Франческо Гварди

В Европе тяжёлой проблемой для папства было распространение этатизма и янсенизма в таких католических странах, как Франция и Австрия. Распространению идей Феброния, осуждённых Климентом XIII, способствовал император Иосиф II, монарх Австрии. Он считал себя ответственным за судьбу католицизма на территории своего государства и совершенно не прислушивался к мнению апостольской столицы. Пий VI решил лично поехать в Вену, чтобы поднять там авторитет епископа римского.
Император принял его с почестями, но не отказался от проведённых самовольно реформ. В 1786 году в тосканском городе Пистое состоялся синод, созванный епископом Риччи, сторонником идей иосифизма и янсенизма. Синод принял много решений реформаторского характера, которые папа Пий VI осудил в 1794 году главным образом по той причине, что епископ действовал самовольно, без согласия апостольской столицы.
Во времена Пия VI произошёл последний раздел Польши. В этом деле папство 20 лет придерживалось неустойчивой и медлительной политики. В 1791 году Пий VI признал конституцию 3 мая, но с условием, что права католической церкви в Польше не будут нарушены. В 1795 году папа осудил восстание под предводительством Тадеуша Костюшко, а в 1796 году ликвидировал нунциатуру в Варшаве.

### Пий VI иФранцузская революция
29 марта 1790 года Пий VI собрал кардиналов, чтобы обсудить положение, создавшееся во Франции после начала революции. Тогда не было принято никакого решения. В 1791 году папа осудил содержание революционных декретов.

## Смерть

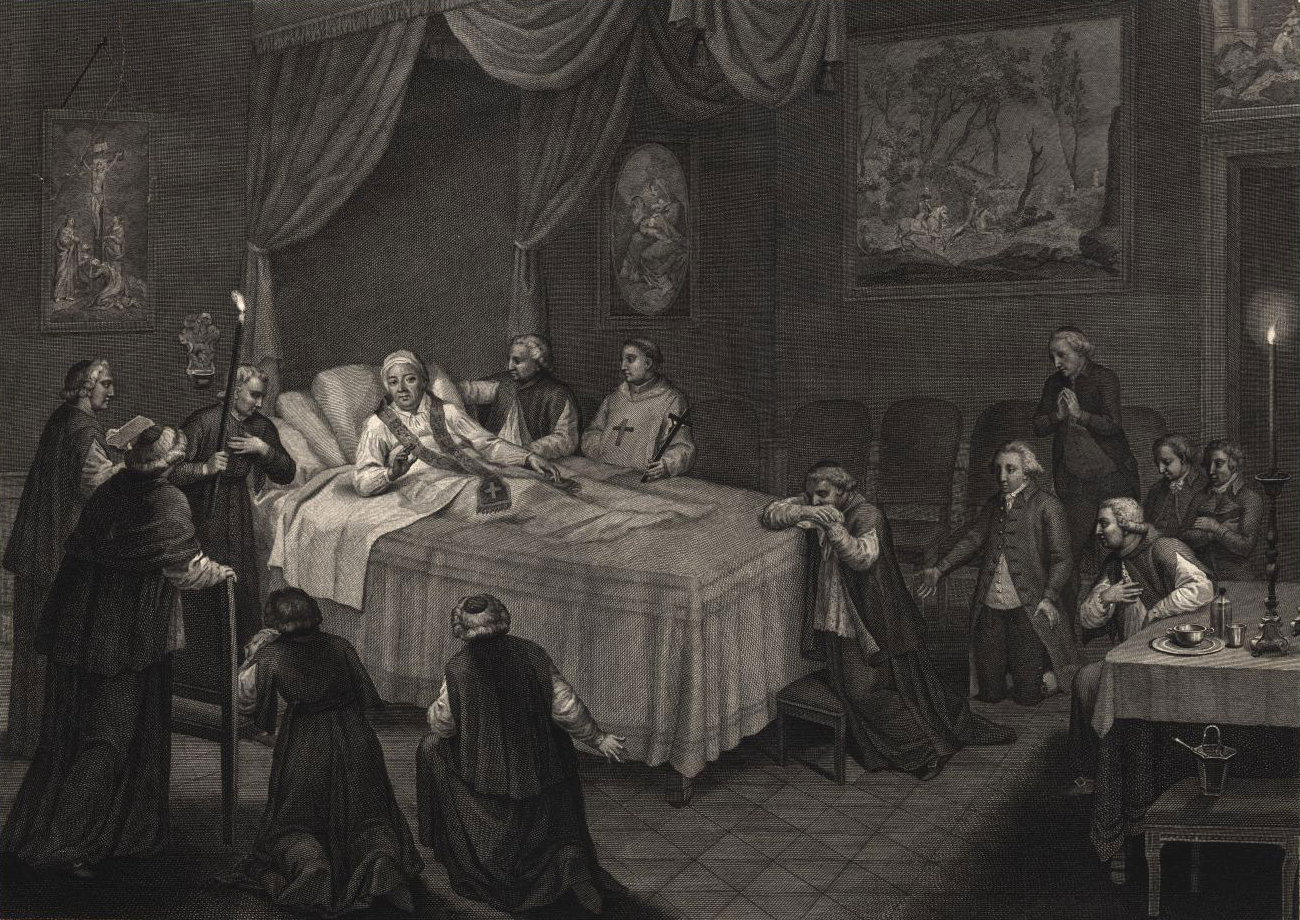
Смерть Пия VI

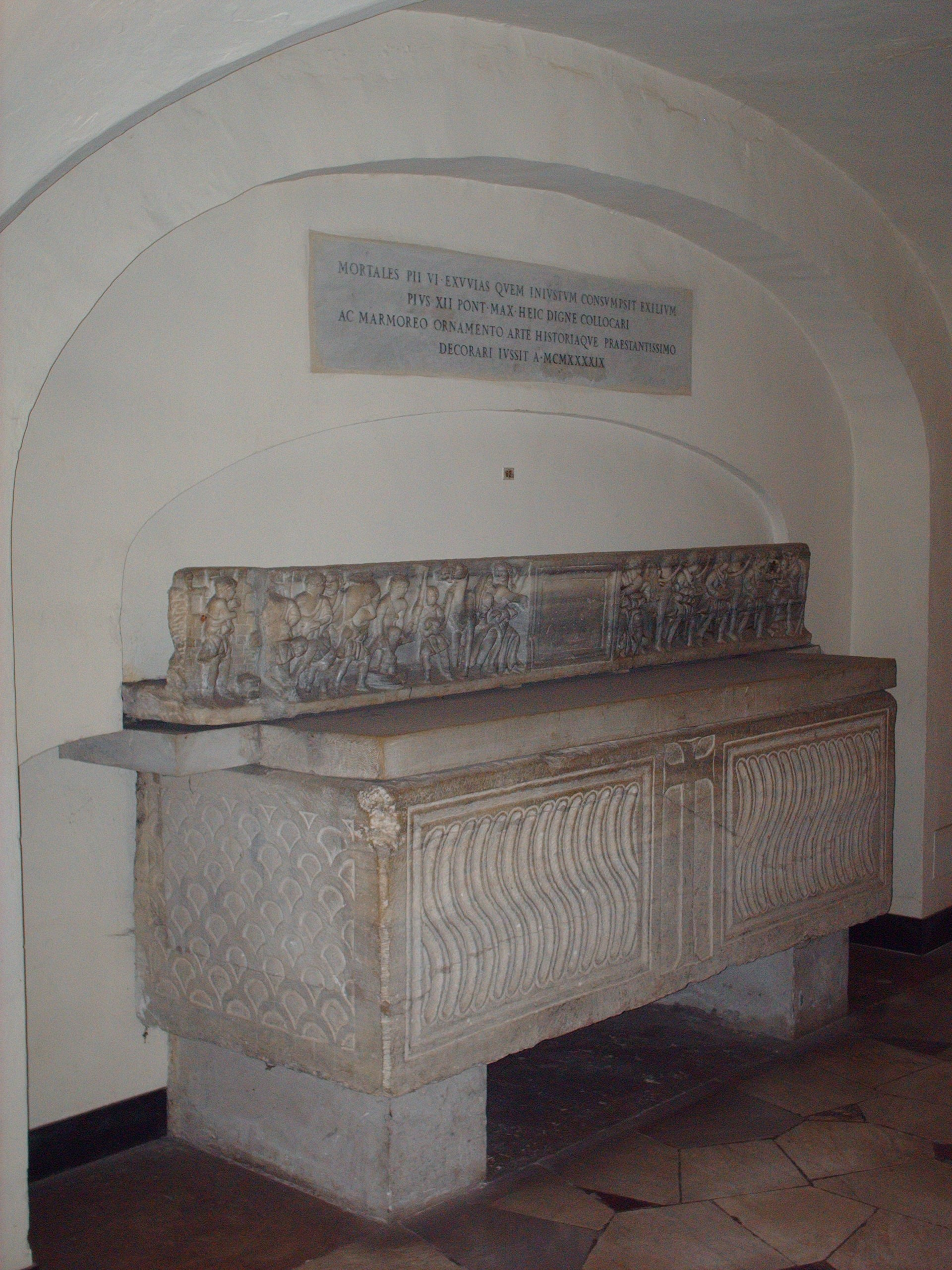
Гробница Пия VI

В 1796 году победоносный поход Наполеона в Италию развеял надежды апостольской столицы на помощь Бурбонов и Австрии. Толентинский трактат 1797 года подчинил папское государство власти французской Директории. Но 28 декабря того же года произошел мятеж папских войск, и в Рим для его подавления был направлен популярный бригадный генерал Матурен-Леонар Дюфо. В Риме он был убит, что стало поводом для нового вторжения. Генерал Бертье двинулся на Рим, вошёл в город 10 февраля 1798 года и провозгласив Римскую республику, потребовал от папы отречения от его светской власти.
Папа отказался, и по приказу Наполеона Бертье вывез Пия VI в Сиену, а затем в крепость Валанс на Роне, где Папа и умер 29 августа 1799 года.
Тело Пия VI было забальзамировано, но не было захоронено, поскольку Наполеон видел политическую выгоду в том, чтобы похоронить папу во Франции. Папское окружение настаивало, что последней волей Пия было быть похороненным в Риме. В итоге Пий был похоронен в Риме 19 февраля 1802 года.
По указу папы Пия XII в 1949 году останки Пия VI были перенесены в часовню Мадонны в гротах Ватикана. Его останки были помещены в старинный мраморный саркофаг.